# 10505 Johnnycash
A 10505 Johnnycash (ideiglenes jelöléssel (10505) 1988 BN4) a Naprendszer kisbolygóövében található aszteroida. Henri Debehogne fedezte fel 1988. január 22-én.

## Kapcsolódó szócikk
- Kisbolygók listája (10501–11000)